# Halecium amphibolum
Halecium amphibolum is een hydroïdpoliep uit de familie Haleciidae. De poliep komt uit het geslacht Halecium. Halecium amphibolum werd in 1993 voor het eerst wetenschappelijk beschreven door Watson. 